# 佐用町立三日月小学校
佐用町立三日月小学校（さようちょうりつ みかづきしょうがっこう）は、兵庫県佐用郡佐用町乃井野にある町立小学校である。

## 概要
佐用町にある公立小学校である。2005年4月まで三日月町立小学校であった。職員数21人（2012年4月現在）、児童数は143人（2014年4月現在）である。校内はバリアフリー化されている。

## 沿革

### 経緯
当校は三日月町立広業小学校と三日月町立大広小学校が合併し、創立された。統合前小学校である広業小学校は1875年に、大広小学校は1891年に創立された小学校である。1965年に両校が合併し、三日月小学校となった。

### 年表

#### 統合前
広業小学校
- 1875年 - 広業小学校として設立される[1]。
- 1893年4月 - 広業小学校尋常小学校となる。
- 1940年 - 校歌が設定される。
- 1941年 - 国民学校令によって広業国民学校となる[2]。
- 1947年 - 学制改革により広業国民学校が三日月町立広業小学校となる[3]。

大広小学校
- 1891年 - 大広小学校が設立される。
- 1924年 - 高等科を設置する。
- 1941年 - 国民学校令によって大広国民学校となる[2]。
- 1947年 - 学制改革により大広国民学校が大広村立大広小学校となる[3]。
- 1948年5月28日 - 大畑分校が独立し、大広村立大畑小学校となる[3]。
- 1955年3月31日 - 三日月町立大広小学校と改称される。

#### 統合後
- 1965年4月1日 - 三日月町立広業小学校と三日月町立大広小学校が合併し、三日月町立三日月小学校となる[4]。
- 1968年1月8日 - 校歌制定。
- 1971年4月 - 三日月町立大畑小学校を合併する[5]。
- 2005年4月 - 佐用町立三日月小学校に改称される

## 学校方針

### 学校基本方針
自ら学ぶ子　思いやりのある子　たくましい子

### 学校教育目標
夢を持ち、生き生き学ぶ、心豊かな児童の育成

## 学校行事
| - 4月 入学式・始業式 - 5月 修学旅行 - 6月 | - 7月 終業式 - 8月 PTA奉仕活動 - 9月 始業式 | - 10月 - 11月 - 12月 終業式 | - 1月 始業式 - 2月 - 3月 卒業式・終業式 |

## 児童会活動・クラブ活動など

### 委員会活動
- 運営委員会
- 環境委員会
- 図書委員会
- 放送委員会
- 集会委員会
- 販売委員会
- 給食委員会
- 健康委員会

### クラブ活動
- 手芸調理クラブ
- スポ・レククラブ
- 図工クラブ
- 自然科学クラブ

### 縦割り班活動
- 縦割り班遊び（第2・4木曜日）
- さわやか児童集会
- 1年生歓迎遠足
- 七夕集会
- 運動会縦割り演技など

## 進学先中学校
- 佐用町立三日月中学校

## 校区内の主な施設
- 三日月駅
- 佐用町役所三日月支庁

## 交通
- JR西日本姫新線三日月駅より徒歩10分

## ギャラリー

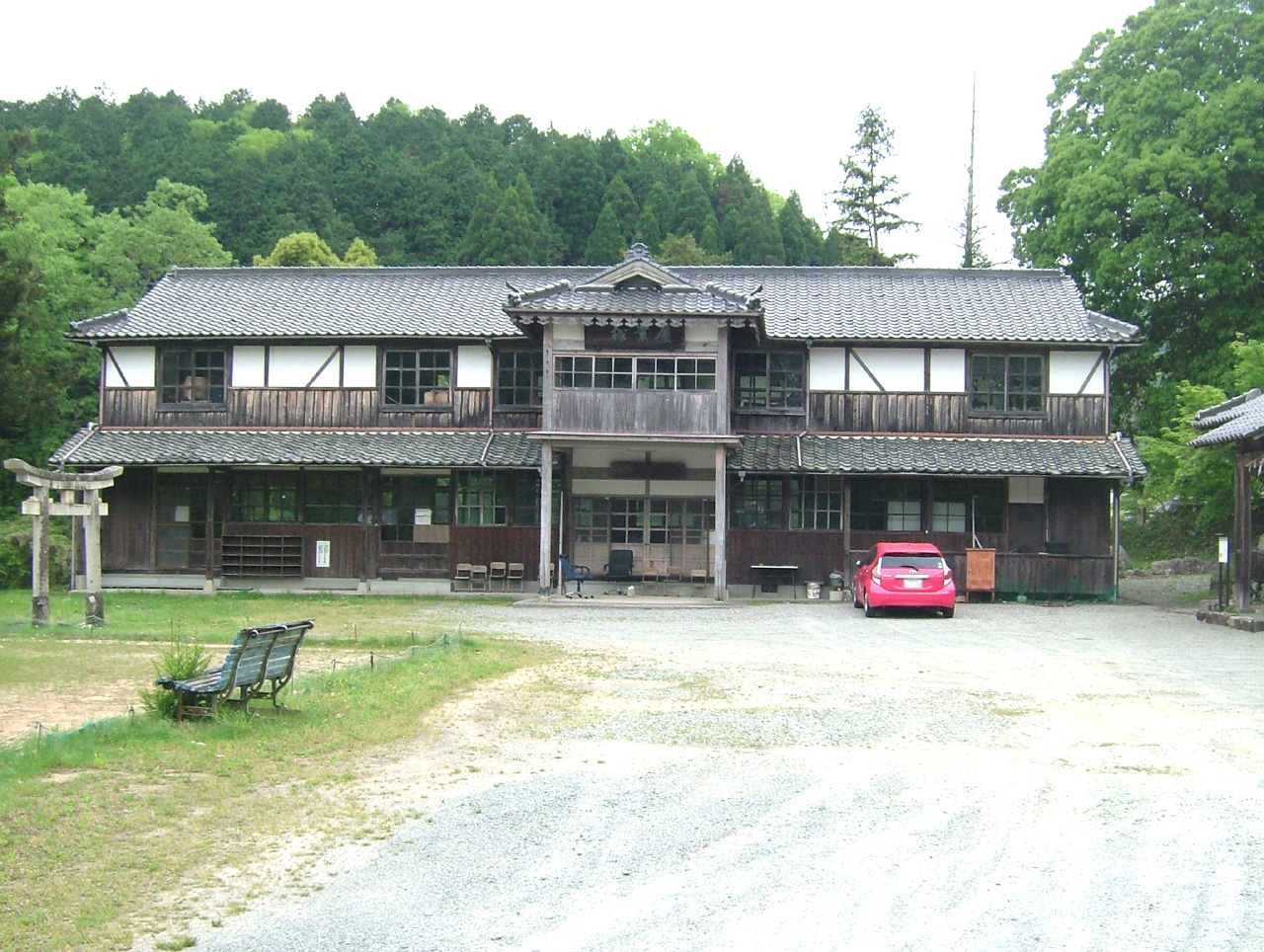
広業小学校の校舎として使われていた建物。 元は佐用町役場三日月支所の場所にあったが、現在は三日月藩乃井野陣屋館の隣に移築されて、柔道場「廣業館」として活用されている。
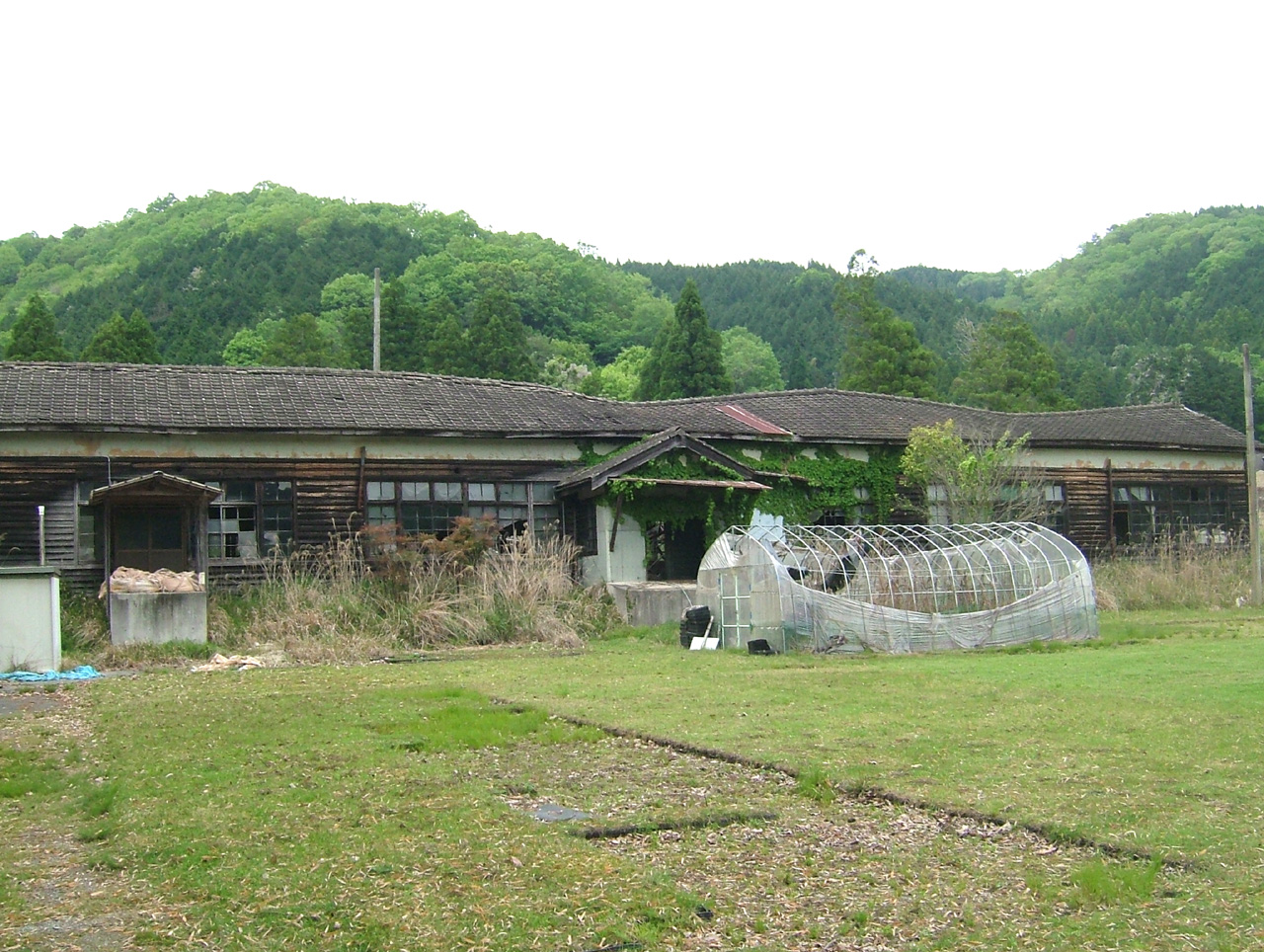
旧大広小学校校舎

## 通学区域が隣接している学校
- 佐用町立南光小学校
- 上郡町立上郡小学校
- 播磨高原広域事務組合立播磨高原東小学校
- たつの市立西栗栖小学校
- 宍粟市立山崎西小学校